# Jacques Antoine Hippolyte de Guibert
Jacques Antoine Hippolyte, comte de Guibert född 12 november 1743 i Montauban, död 6 maj 1790 i Paris, var en fransk general och militärteoretiker,. 
Under sjuårskriget blev Guibert överste. Efter kriget tänkte han mycket på frågan hur Frankrike skulle göra för att upprtäda med större framgång under nästa storkrig. I verket Essai général de tactique (1772) rekommenderar han fyra punkter som bör uppfyllas:
- Det var inte bara arméns styrka utan hela landets resurser som måste vägas in i kalkylen.
- Allmän värnplikt måste införas.
- Det logistiska systemet måste reformeras.
- Arméerna skall inte föras i fält i stora sammanhållna formationer utan i självständiga sammansatta förband.

Hos Guibert finns trådar till Moritz av Sachsen och Fredrik den store, och han kan ses som en föregångare till Napoleon I:s armékår. Begreppet det totala kriget myntades först 1930, men fick med Guibert sin första teoretiska beskrivning. Han ville bryta upp lineartaktiken och istället fokusera på kolonner; större rörlighet var ett annat moment han betonade samt chockverkan i anfallet.
Guibert var även skönlitterär författare, vilket beredde honom en plats i Franska akademien (1786).